# Mario Mirabella Roberti
Mario Mirabella Roberti (* 1. März 1909 in Venedig; † 11. November 2002 in Mailand) war ein italienischer Klassischer und Christlicher Archäologe.

## Leben
Aufgewachsen in Pola (Istrien) studierte er an der Università Cattolica in Mailand, wo er 1932 abschloss. Von 1935 bis 1947 war er Direktor des Museo dell’Istria in Pola, wo er zahlreiche Ausgrabungen durchführte und für die Rettung der Kunstgüter während des Krieges verantwortlich war. Ab 1947 wirkte er an der Soprintendenza in Triest. Seit 1943 lehrte er an der Universität Triest, zunächst Klassische Archäologie (1943–51), dann Christliche Archäologie (1951–73). Von 1973 bis 1979 war er dort Professor für Christliche Archäologie. Von 1953 bis 1973 war er Leiter der Denkmalschutzbehörde in Mailand (Soprintendente alle Antichità della Lombardia).